# Louis Lavater
Louis Lavater, född 2 mars 1867 i St. Kilda, död 22 maj 1953 i Melbourne, var en australisk pianist, musikpedagog och tonsättare.
Lavater var ordförande i Musical Society of Victoria och vice ordförande i Australian Institute of the Arts and Literature och i Society of Australian Authors. Han invaldes som associé i Kungliga Musikaliska Akademien 1928.